# Yiwu
Yiwu (Chinês simplificado: 义乌; Chinês tradicional: 義烏; pinyin: Yìwū) é uma cidade de aproximadamente 1,2 milhões de habitantes, situada na província de Zhejiang, na região leste da China. A cidade é famosa pelo seu grande mercado de fidget toys e por ser o principal centro fabril mundial de artigos de baixo custo.

## História
Yiwu tornou-se um município em 2220 a.C. Foi nomeado "Condado de Yiwu" em 624 d.C.
Muitos famosos poetas e estudiosos têm sido inspirados pela paisagem natural em torno de Yiwu:
- Binwang Luo, uma das "Quatro personalidades" no início da dinastia Tang;
- Zong Zhe, o general anti-Jin (dinastia Song);
- Danxi Zhu, um dos quatro médicos das dinastias Jin e Yuan.

Mais recentemente, tem sido o educador Chen Wangdao, a escritora Feng Xuefeng, e o historiador Wu Han.
Yiwu tem sido conhecida como a "Casa da Cultura".

## Geografia
Yiwu está situada a 300 km do porto de Ningbo e a 100 km de Hangzhou, Yiwu é uma cidade de porte médio, localizado no centro da província de Zhejiang, no leste da bacia Qu Jin.
Em Yiwu, o clima é moderado, com chuvas abundantes. A temperatura média é de 17,4 °C, a precipitação média anual é de 1.430 milímetros, e a taxa de umidade é de 76%.

## Economia
Yiwu é conhecida por seu grande mercado de "bugigangas" que alimenta os mercados de todo o mundo. O governo chinês criou um grande centro logístico para facilitar as exportações, que são enviadas para o porto de Ningbo e assim enviadas mundo afora.

## Turismo
Há muitos pontos turísticos para visitar em Yiwu dentre esses se destacam:
- O Lago Oeste
- Montanha Puruo
- Lago Qiandao
- Cavidade Shuanglong
- Fairyand Yadin
- Montanha Yangdang
- Daci Rock
- Cachoeiras Songpushan
- Hengdian Filme e Televisão da cidade
- O templo budista Shuanglin (Shuanglinsi), situado na montanha Yunhuangshan